# Lucanus
Em entomologia, o termo lucano é a designação comum aos besouros do gênero Lucanus, típico da família dos lucanídeos, cujos machos são providos de enormes mandíbulas que lembram chifres.

## Espécies
Algumas espécies de lucanos:
- Lucanus capreolus
- Lucanus cervus
- Lucanus elaphus
- Lucanus formosanus
- Lucanus maculifemoratus
- Lucanus mazama
- Lucanus placidus
- Lucanus swinhoei
- Lucanus tetradon
- Lucanus hermani
- Lucanus laminifer